# Tim Bendzko
Tim Bendzko (Berlino, 9 aprile 1985) è un cantautore tedesco.

## Biografia
Bendzko è cresciuto a Berlino. Ha frequentato il liceo sportivo ed è stato un giocatore dell'FC Union Berlino. Più tardi ha studiato teologia cristiana e religioni non cristiane. La sua carriera musicale inizia con delle lezioni di chitarra. A 16 anni scrive le sue prime canzoni. Come vincitore di un talent ha suonato nell'estate del 2009 con 20000 spettatori alla Waldbühne di Berlino, uno dei più grandi posti di ritrovo per concerti d'Europa. Poi si è dedicato interamente alla musica. Ha firmato un contratto di registrazione con la Sony Music e nel tour 2010 dei Silly ha suonato all'inizio dei concerti. Il 17 giugno 2011 ha pubblicato il suo primo album Wenn Worte meine Sprache wären ("se le parole fossero la mia lingua"), il cui singolo Nur noch kurz die Welt retten è stato pubblicato il 27 maggio 2011. L'album ha raggiunto il quarto posto nelle classifiche tedesche e il singolo il secondo. Con questa canzone ha vinto il Bundesvision Song Contest.

## Discografia

### Album in studio
- 2011 – Wenn Worte meine Sprache wären
- 2013 – Am seidenen Faden
- 2016 – Immer noch Mensch
- 2019 – Filter
- 2023 - April